# District de Kanpur Nagar
Le district de Kanpur Nagar (en hindi : कानपुर नगर जिला) est l'un des districts de la division de Kanpur dans l'État de l'Uttar Pradesh en Inde.

## Description
La capitale du district est la ville de Akbarpur.
La superficie du district est de 3 155 km2 et la population était en 2011 de 4 581 268 habitants.
Le taux d'alphabétisation s'élève à 77,6%.